# Wilhelm Bauer (Ingenieur)

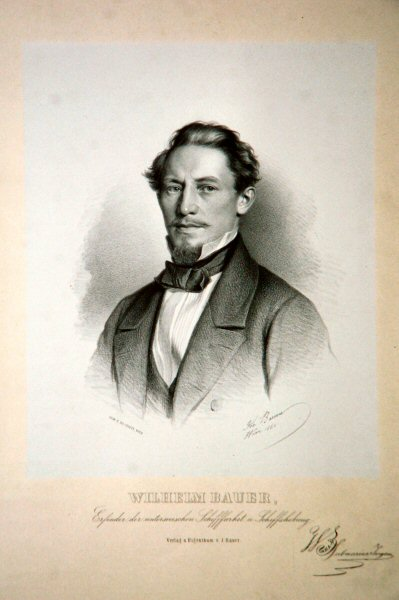
Wilhelm Bauer, 1860

Sebastian Wilhelm Valentin Bauer (* 23. Dezember 1822 in Dillingen an der Donau; † 20. Juni 1875 in München) war ein deutscher Erfinder, der 1850 das erste moderne Unterseeboot nach seinen Plänen in Kiel erbauen ließ und 1851 am Tauchversuch teilnahm. Das zunächst funktionsfähige Tauchboot, der „Brandtaucher“, sank jedoch bei der Probefahrt 1851 in Kiel und geriet trotz mehrfacher Bergungsversuche in Vergessenheit.

## Leben
Wilhelm Bauer erlernte zunächst das Drechslerhandwerk und trat dann in ein Reiterregiment ein. Dort erfand er ein Hebezeug zum Transport von Kanonen. Im Dienstgrad eines Korporals nahm Bauer in der 10. Feldbatterie des bayrischen Hilfskorps am Schleswig-Holsteinischen Krieg teil. Bauer war kein klassischer Ingenieur (hatte kein abgeschlossenes Studium), wurde aber zum kaiserlichen „Submarine-Ingenieur“ ernannt.

### Seehund bzw. Brandtaucher

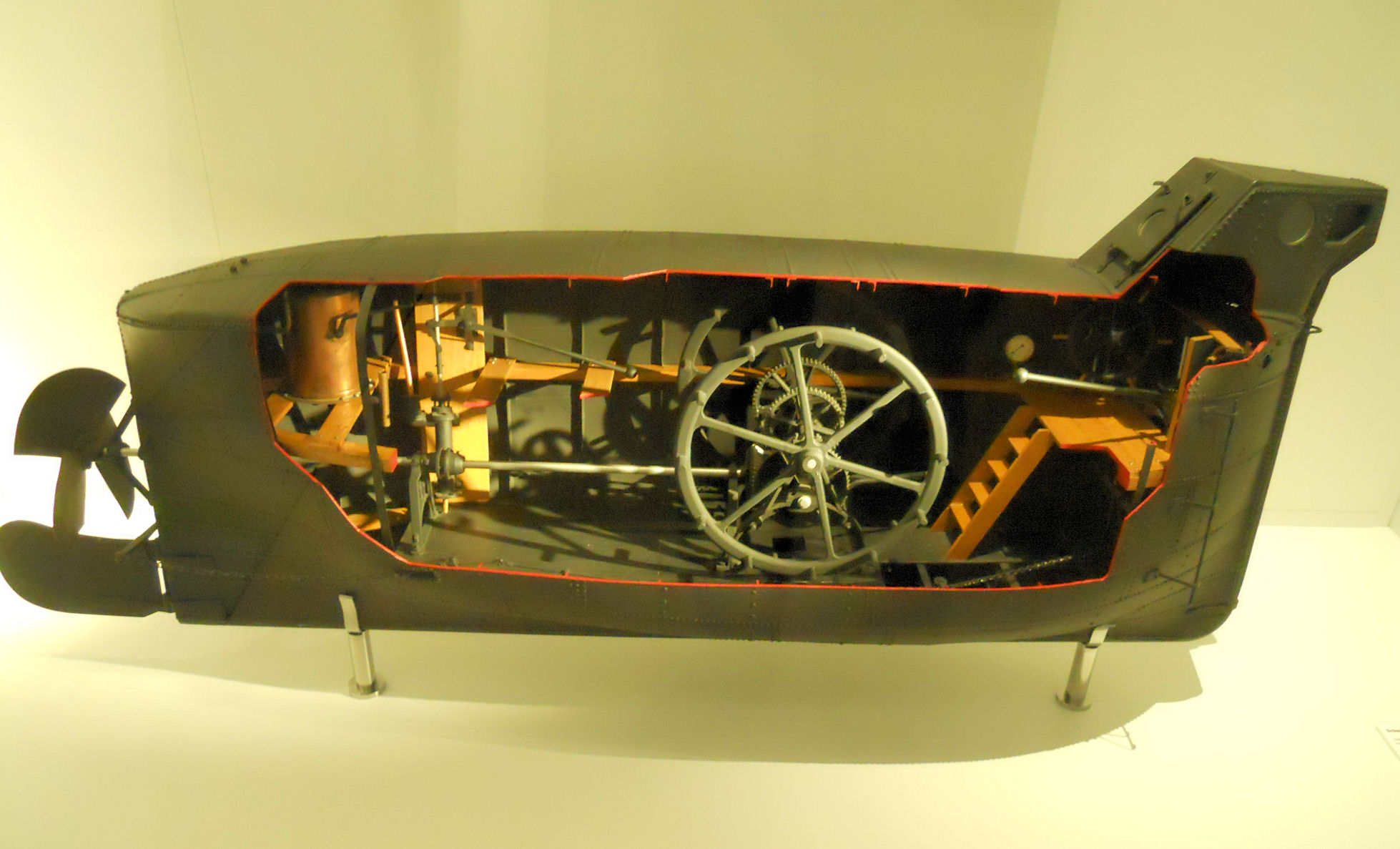
Modell des Brandtauchers

## Werk

### Seeteufel
Nach der Übergabe Schleswig-Holsteins an Dänemark wurde die Tauchboot-Entwicklung eingestellt und Bauer kehrte nach München zurück. Dort entwickelte er seine Ideen weiter und stellte die dabei entwickelten Modelle unter anderem König Ludwig I., König Maximillian II. und Kaiser Franz Josef I. vor. Aus diesen Begegnungen erwuchsen aber keine konkreten Bauaufträge. Auf Einladung des englischen Prinzen Albert von Sachsen-Coburg und Gotha reiste Bauer schließlich nach London, wo er in Zusammenarbeit mit einer Londoner Werft den Bau eines weiteren Tauchbootes begann. Als er herausfand, dass er durch einen für ihn riskanten Vertrag an dieses Projekt gebunden war, aber keinen Einfluss auf den Ablauf des Baus hatte, erwog er öffentlich, seine Erfindung mit russischer Unterstützung zu realisieren. Da Russland zu dieser Zeit mit Großbritannien verfeindet war, musste Bauer England fluchtartig verlassen. Bauer reiste auf Einladung des Großadmirals Fürst Konstantin nach Russland, das sich zu dieser Zeit im Krimkrieg befand und daher Bedarf an Bauers Erfindungen hatte. Die Londoner Werft stellte den begonnenen Tauchkörper ohne Bauers Expertise fertig – das Gefährt sank bei der Probefahrt mitsamt der Besatzung.

#### Neuanfang in Russland
Von Mai bis November 1855 wurde das U-Boot Seeteufel unter Bauers Anleitung in Sankt Petersburg gebaut. Das Tauchboot erhielt den französischen Namen Le Diable de Marin. Sein Tauchkörper hatte eine etwa zehn Zentimeter dicke Außenhülle aus Eisen. Der im Jahr 1855 im Marinehafen Kronstadt getestete Seeteufel wurde durch Muskelkraft angetrieben, konnte selbständig sinken und steigen und sogar auf Grund gelegt werden. Der Seeteufel war etwa doppelt so groß wie der Brandtaucher. Im selben Jahr sollen zur Krönung von Zar Alexander II. Musiker in Kronstadt in das Boot eingestiegen sein um die Nationalhymne zu spielen.
| Tauchboot Seeteufel | Maße                               |
| ------------------- | ---------------------------------- |
| Länge               | 16,32 m nach anderer Quelle 17,8 m |
| Breite              | 3,45 m                             |
| Spantenabstand      | 31 cm                              |
| Tauchtiefe          | 47 m                               |

Die Mannschaft aus zwölf Matrosen war in der Handhabung von Taucheranzügen geschult, da das Boot über eine Taucherkammer verfügte, die den Ein- und Ausstieg aus dem getauchten Boot ermöglichte. Der Seeteufel unternahm 133 erfolgreiche Tauchfahrten; dann sank er aufgrund eines Bedienungsfehlers. Die Besatzung konnte sich retten. Das Boot wurde zwar gehoben, der weitere Verbleib ist jedoch unbekannt. Bauer wurde zum kaiserlichen Submarine-Ingenieur ernannt und erhielt den Auftrag, ein untergegangenes Linienschiff zu heben. Daraufhin konstruierte er eine Taucherkammer und Hebeballons. Bauer entwickelte im Auftrag der russischen Marine neben dieser weitere Ideen, so konzipierte er beispielsweise einen Eisbrecher, reiste jedoch im Jahr 1858 nach Streitigkeiten mit den Behörden zurück nach München.

### Weitere Entwicklungen

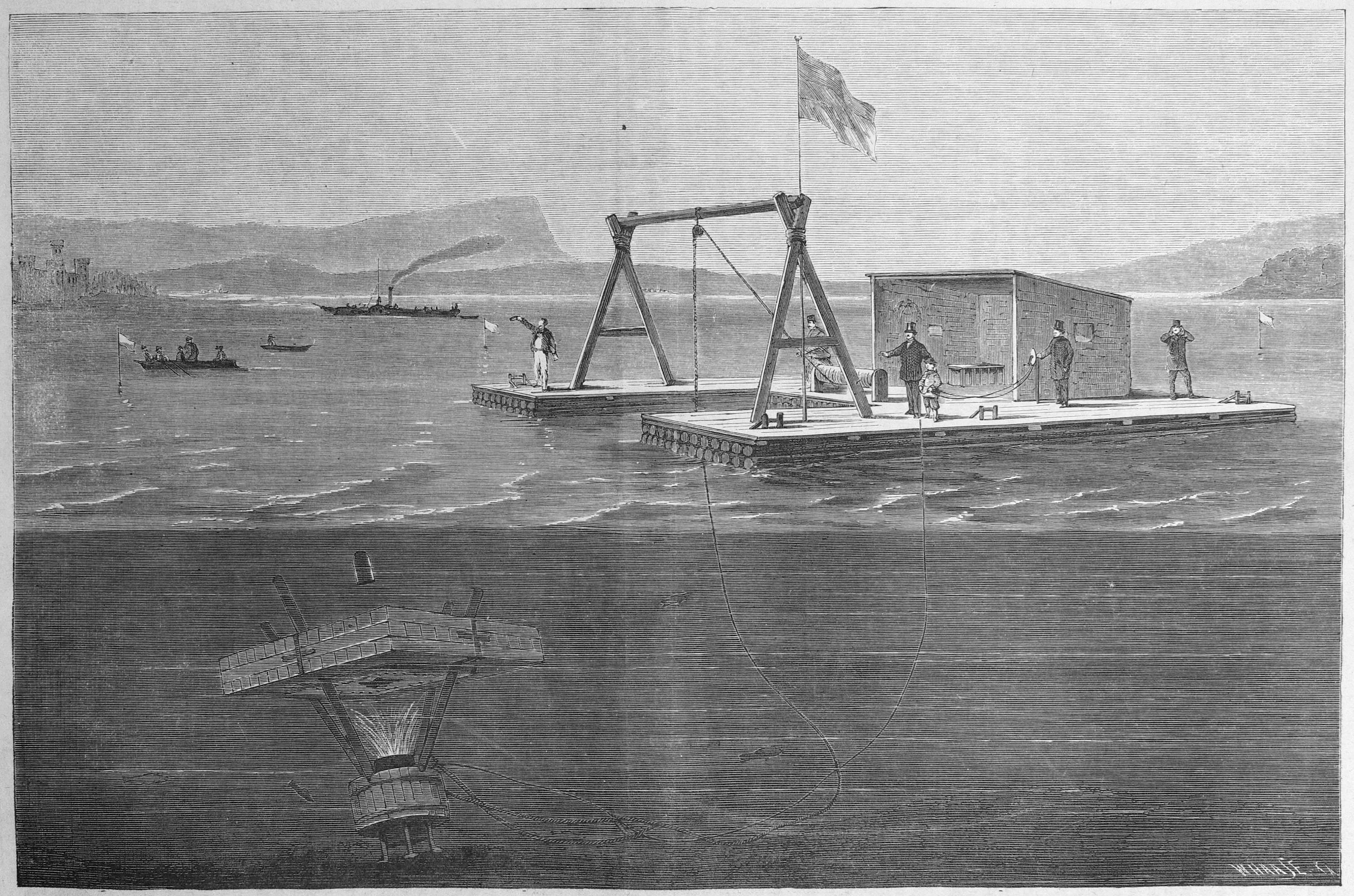
Von Bauer ausgeführter Schießversuch unter Wasser am Starnberger See, 1867

1858 ging er nach Lindau, wo er seine Geräte für Schiffsbergungen und für Kabellegung weiterentwickelte. 1863 gelang es, den zwei Jahre vorher gesunkenen Dampfer Ludwig zu heben. Dabei unterstützte ihn der damalige Geschäftsführer des Deutschen Nationalvereins Feodor Streit mit einem persönlichen Vorschuss von 6000 Talern. Ein Ausflug in preußische Dienste war von kurzer Dauer, da er nicht die erforderliche Unterstützung erhielt. Zurück in Konstanz entwickelte Bauer weiter Geräte zur Verlegung von Kabeln und stellte erfolgreiche unterseeische Schießversuche an.

## Lebensende

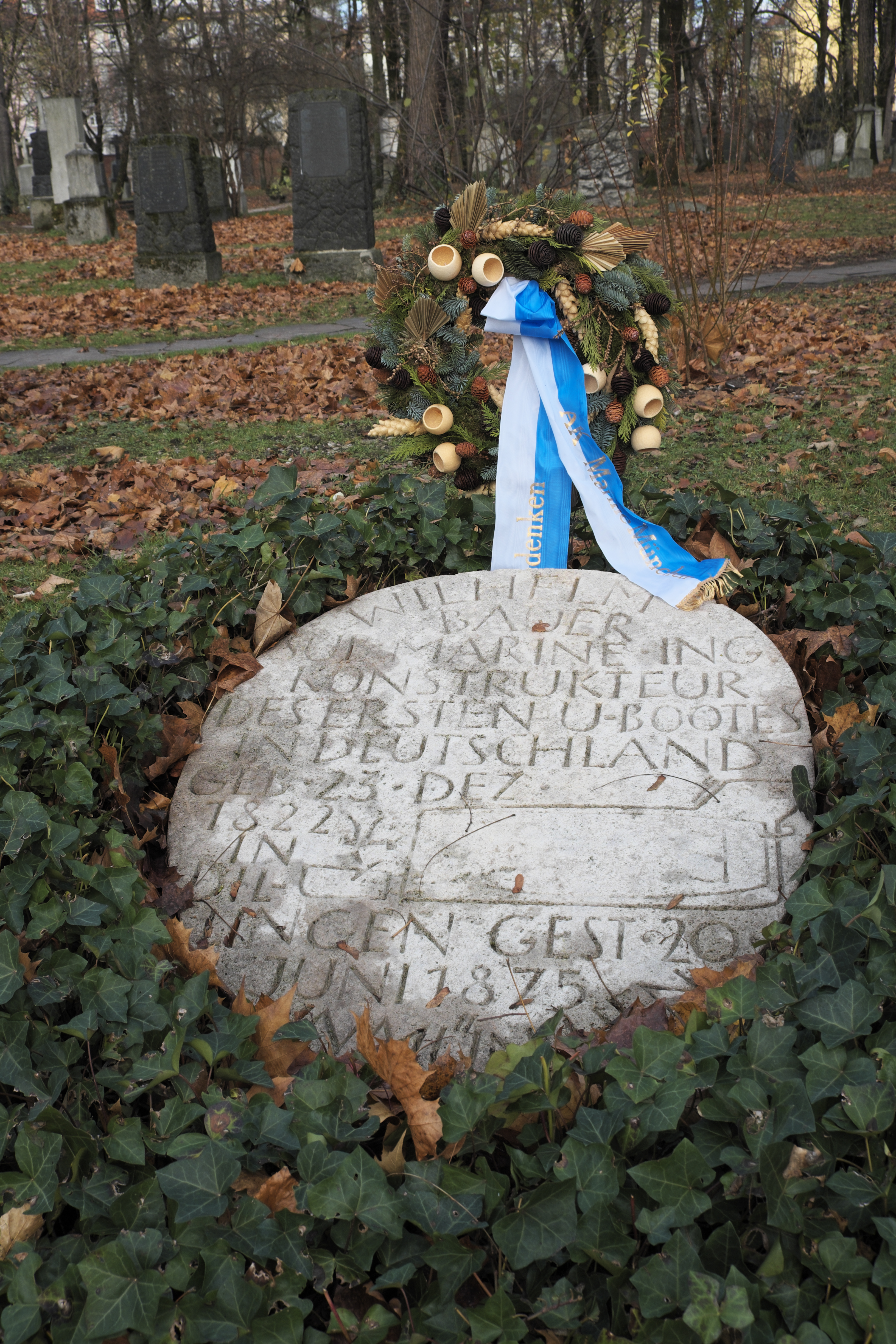
Grab Wilhelm Bauers auf dem Alten Nördlichen Friedhof in München

Seine letzten Lebensjahre verbrachte Wilhelm Bauer als Pensionär in München. Im Jahr 1874 starb seine Tochter Constanze, die den inzwischen halbseitig gelähmten Bauer bei Schreibarbeiten unterstützt hatte. Ein Jahr später verstarb Bauer selbst. Sein Grab befindet sich auf dem Alten Nördlichen Friedhof in München.

## Ehrungen
NordBrief Briefmarke 45 ct. Kieler Erfinder Wilhelm Bauer 2016 sk Digitaldruck

Link zum Bild

- In Dillingen an der Donau wurde 1989 gegenüber seinem Geburtshaus am Hafenmarkt 15 ihm zu Ehren der Wilhelm-Bauer-Brunnen aufgestellt. Der vom Kemptener Bildhauer Hans Wachter geschaffene Trinkbrunnen stellt den Brandtaucher dar.
- Die deutsche Kriegsmarine benannte das Typschiff einer Klasse von U-Boot-Begleitschiffen nach ihm, siehe Wilhelm Bauer (Schiff)
- Wilhelm Bauer zu Ehren wurde ein U-Boot des Zweiten Weltkriegs, nachdem es gehoben und bei HDW instand gesetzt worden war, 1960 von der Bundesmarine auf seinen Namen getauft. Die Wilhelm Bauer liegt heute im Deutschen Schifffahrtsmuseum in Bremerhaven.
- Im Kursbuch der Deutschen Reichsbahn Winter 1990/1991 befindet sich auf der 3. Umschlagseite eine Anzeige des damaligen Militärhistorischen Museums Dresden. Unter der Überschrift „…mal wieder reinschaun“ ist eine Porträtzeichnung des „genialen Technikers und Erfinders Wilhelm Bauer“ und des Brandtauchers im Halbprofil zu sehen.
- In philatelistischer Würdigung gab das private Postunternehmen NordBrief 2016 in einer Briefmarkenserie Kieler Erfinder mit dem Porträt von Wilhelm Bauer mit einem Wert von 0,45 € heraus[7].

### Kunstwerk in Kiel

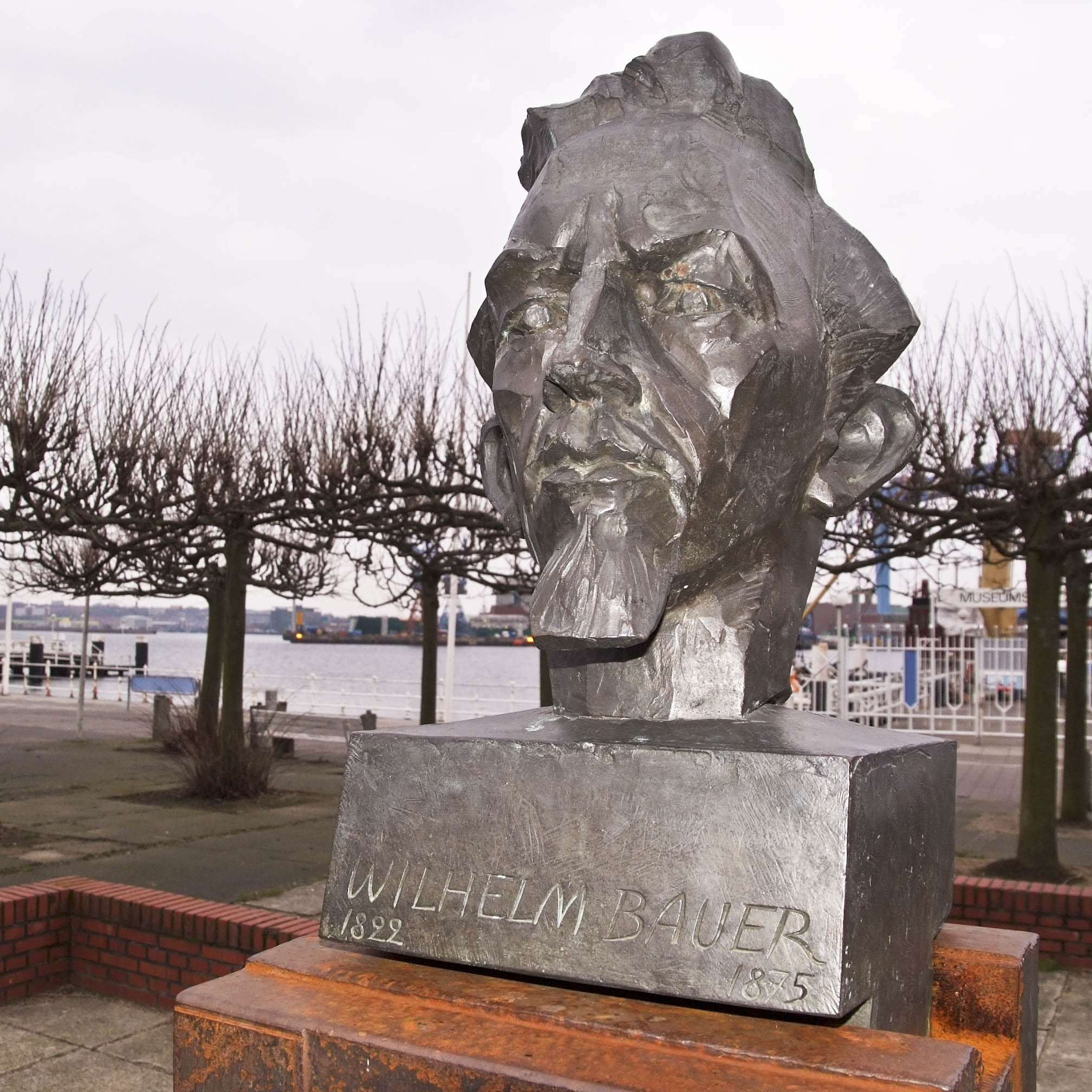
Skulptur in Kiel

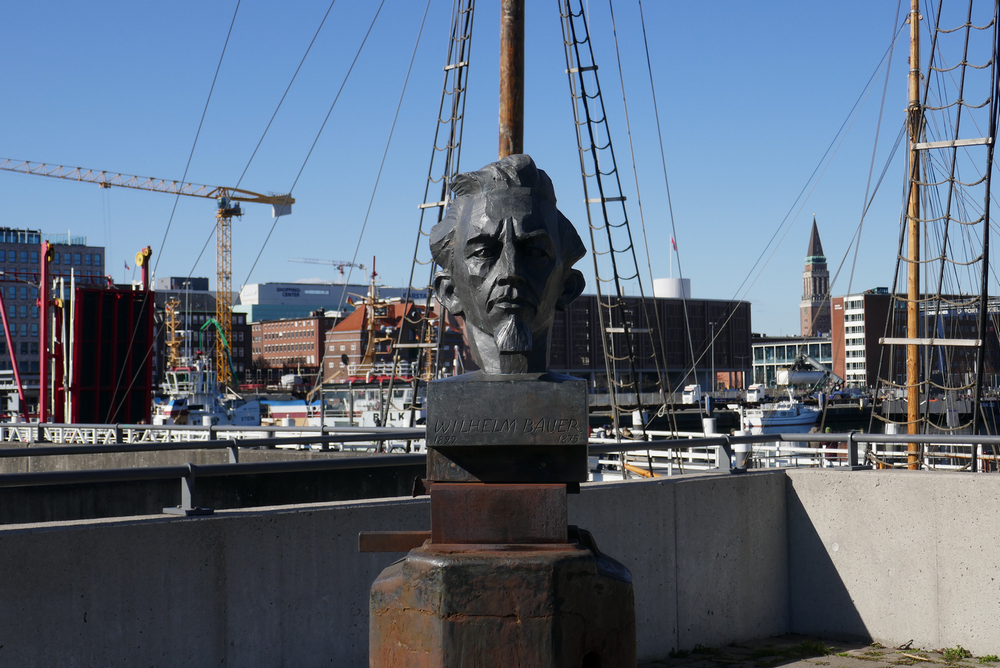
Skulptur am neuen Standort in Kiel

Im Jahr 2004 gab die Gesellschaft für Kieler Stadtgeschichte eine Bronzebüste des Tauchboot-Pioniers in Auftrag. Sie wurde von dem Bildhauer Manfred Sihle-Wissel gefertigt und am Ufer der Kieler Förde aufgestellt. Während der Renovierung des nahen Schifffahrtsmuseums wurde die Büste im Jahr 2014 jedoch abmontiert und der Sockel aus unbekannten Gründen eingeebnet. Seither wurde das Kunstwerk im Kieler Museumsdepot aufbewahrt. Im Beisein des Bildhauers Manfred Sihle-Wissel wurde die Büste im März 2020 am neuen Standort Germaniahafen an der Hörn wieder aufgestellt.

## Veröffentlichungen
- Bericht Wilhelm Bauers vom 15. Februar 1851. In: Ludwig Hauff: Die unterseeische Schiffahrt, erfunden und ausgeführt von Wilhelm Bauer. Bamberg 1913, S. 9–16
  - Neuabdruck in: Christa Geckeler (Hrsg.): Erinnerungen an Kiel in dänischer Zeit 1773/1864. Husum Druck- und Verlagsgesellschaft, Husum 2012, ISBN 978-3-89876-618-0, S. 207–213
- Das Unterwasser-Geschütz. In: Die Gartenlaube. Heft 21, 1867, S. 332–335 (Volltext [Wikisource]).

## Rezeption
- Die Geschichte Wilhelm Bauers lieferte den Stoff für die Propagandafilme Hoch klingt das Lied vom U-Boot-Mann von 1914 und Geheimakte W.B. 1 von 1941, sowie zu dem Roman „Der Eiserne Seehund“ von Hans Arthur Thies.
- Bei Luebbe erschien 1985 der Band Der eiserne Seehund. Das abenteuerliche Leben des U-Boot-Erfinders Wilhelm Bauer des Jugendbuchautors Heinz Straub.
- Der in Kiel lebende Filmemacher Zoran Simic rekonstruierte 2007 in seinem Dokumentarfilm Submarine Ingenieur den Lebensweg Bauers sowie die Konstruktionsgeschichte des Brandtauchers. In vielen 3D-Grafiksequenzen veranschaulicht er dabei die Funktionsweise des U-Bootes. 2008 wurde die 57-minütige Version des Filmes Submarine Ingenieur im Kommunalen Kino im Veranstaltungszentrum „Pumpe“ in Kiel gezeigt.
- Das Mosaik von Hannes Hegen setzte Bauer in den Heften 85–89 ein ehrendes Andenken. Erst 2025 konnte eine unveröffentlichte Nr. 90 mit dem Titel Duell an der Newa erscheinen.[11]
- Um 1957 erschien in der Comic-Serie Abenteuer der Weltgeschichte. Die interessante Jugendzeitschrift, die vom Walter-Lehning-Verlag in Hannover herausgegeben wurde, mit Heft 63 ein Comic über Wilhelm Bauer: Wilhelm Bauer. Der Traum vom Unterseeboot.